# Berker Güven
Berker Güven (* 7. September 1994 in Izmir) ist ein türkischer Schauspieler.

## Leben und Karriere
Güven wurde am 7. September 1994 in Izmir geboren. Sein Debüt gab er 2017 in dem Kinofilm Babam. Danach spielte er im selben Jahr in Vatanım Sensin mit. Außerdem trat er in Zalim İstanbul auf. Zwischen 2020 und 2022 bekam er eine Rolle in Alev Alev. Seit 2022 spielt Güven in der Serie Üç Kız Kardeş mit.

## Filmografie
Filme
- 2017: Babam

Serien
- 2017–2018: Vatanım Sensin
- 2019–2020: Zalim İstanbul
- 2020: Hoş Bi' Sohbet
- 2020–2021: Alev Alev
- seit 2022: Üç Kız Kardeş